# Comuna de Strzelce Krajeńskie
Strzelce Krajeńskie (polaco: Gmina Strzelce Krajeńskie) é uma gminy (comuna) na Polónia, na voivodia da Lubúsquia e no condado de Strzelecko-drezdenecki. A sede do condado é a cidade de Strzelce Krajeńskie.
De acordo com os censos de 2004, a comuna tem 17 432 habitantes, com uma densidade 54,7 hab/km².

## Área
Estende-se por uma área de 318,57 km², incluindo:
- área agricola: 53%
- área florestal: 38%

## Demografia
Dados de 30 de Junho 2004:
|                      | Total   | Total | Mulheres | Mulheres | Homens  | Homens |
| -------------------- | ------- | ----- | -------- | -------- | ------- | ------ |
|                      | pessoas | %     | pessoas  | %        | pessoas | %      |
| População            | 17 432  | 100   | 8892     | 51       | 8540    | 49     |
| Densidade (pop./km²) | 54,7    | 100   | 27,9     | 27,9     | 26,8    | 26,8   |

De acordo com dados de 2002, o rendimento médio per capita ascendia a 1195,21 zł.

## Subdivisões
- Bobrówko, Bronowice, Brzoza, Buszów, Danków, Gardzko, Gilów, Licheń, Lipie Góry, Lubicz, Machary, Ogardy, Pielice, Przyłęg, Sidłów, Sławno, Sokólsko, Strzelce Klasztorne, Tuczno, Wełmin, Wielisławice, Żabicko.

## Comunas vizinhas
- Barlinek, Bierzwnik, Dobiegniew, Kłodawa, Krzęcin, Pełczyce, Santok, Stare Kurowo, Zwierzyn